# Océane Babel
Océane Babel (Parigi, 26 febbraio 2004) è una tennista francese.

## Carriera
Océane Babel ha cominciato a giocare a tennis a cinque anni dopo essersi allenata alla Nintendo Wii. Dopo essersi iscritta alla Sarcellois Tennis Club, in Seine-Saint-Denis è diventata la campionessa francese under-13 nel 2017 ed ha ripetuto lo stesso risultato l'anno seguente nella categoria under-14. In seguito, si è spostata alla National Training Center (CNE) della Federazione francese nel settembre 2018 dove viene iniziata ad essere seguita dall'ex giocatrice Noëlle van Lottum. La Babel ha raggiunto i quarti di finale agli Open di Francia 2020 - Singolare ragazze dove è stata sconfitta dalla russa Polina Kudermetova. Océane ha poi vinto il primo torneo junior della stagione 2021 al Grade A di Criciúma, Brasile.
Nel maggio 2021, la Babel ha ricevuto una wild-card per accedere nel tabellone principale agli Open di Francia 2021, effettuando il suo debutto in un Grand Slam. Viene sconfitta al primo turno dalla numero 6 del mondo Elina Svitolina in due set (2-6, 5-7, dopo essere stata in vantaggio per 5-2 nel secondo parziale).

## Statistiche ITF

### Singolare

#### Sconfitte (1)
| Torneo $100.000 (0) |
| Torneo $80.000 (0)  |
| Torneo $60.000 (0)  |
| Torneo $25.000 (0)  |
| Torneo $15.000 (1)  |

| N. | Data             | Torneo                      | Superficie | Avversaria in finale | Score         |
| 1. | 21 novembre 2021 | Magic Hotel Tours, Monastir | Cemento    | Rebeka Stolmár       | 4-6, 7-5, 4-6 |

### Doppio

#### Vittorie (4)
| Torneo $100.000 (0) |
| Torneo $80.000 (0)  |
| Torneo $60.000 (0)  |
| Torneo $25.000 (1)  |
| Torneo $15.000 (3)  |

| N. | Data             | Torneo                                         | Superficie      | Compagna           | Avversarie in finale                  | Score               |
| 1. | 24 luglio 2021   | Amarante Ladies Open, Amarante                 | Cemento         | Lucie Nguyen Tan   | Priska Madelyn Nugroho Federica Rossi | 6-4, 6-2            |
| 2. | 12 marzo 2022    | Tournoi International Féminin d’Amiens, Amiens | Terra rossa (i) | Lucie Nguyen Tan   | Tatiana Pieri Federica Rossi          | 6-3, 6-4            |
| 3. | 30 aprile 2022   | Cairo Egypt Women's Future, Il Cairo           | Terra rossa     | Weronika Falkowska | Caijsa Hennemann Mariia Tkačeva       | 6-4, 6-1            |
| 4. | 26 novembre 2022 | Lousada Indoor Open, Lousada                   | Cemento (i)     | Leonie Küng        | Celia Cerviño Ruiz Tess Sugnaux       | 7-6(3), 5-7, [10-2] |

#### Sconfitte (3)
| Torneo $100.000 (0) |
| Torneo $80.000 (0)  |
| Torneo $60.000 (0)  |
| Torneo $25.000 (0)  |
| Torneo $15.000 (3)  |

| N. | Data            | Torneo                               | Superficie  | Compagna         | Avversarie in finale                        | Score            |
| 1. | 17 luglio 2021  | Almada Open, Almada                  | Cemento     | Lucie Nguyen Tan | Ingrid Gamarra Martins Olga Parres Azcoitia | 6-4, 3-6, [8-10] |
| 2. | 7 maggio 2022   | Cairo Egypt Women's Future, Il Cairo | Terra rossa | Noa Liauw a Fong | Melanie Klaffner Anastasija Zolotareva      | 1-6, 5-7         |
| 3. | 5 novembre 2022 | Magic Tours, Monastir                | Cemento     | Manon Léonard    | Eleni Kordolaimi Merna Refaat               | 3-6, 6-0, [8-10] |